# Lymphzyste
Lymphzysten (engl. lymph cyst) sind mit Lymphflüssigkeit (Lymphe) gefüllte Ausweitungen von Lymphgefäßen an oder unterhalb der Haut (subkutan). Der die Lymphe umschließende Hohlraum wird durch das Endothel der Lymphgefäße gebildet. Befindet sich die Lymphzyste an der Hautoberfläche, so spricht man auch von einem Lymphbläschen.

## Differenzierung
Von der Lymphzyste ist die Lymphozele zu unterscheiden, auch wenn in einigen Publikationen die Begriffe fälschlicherweise synonym verwendet werden. Die Lymphozele ist die Ansammlung von Lymphflüssigkeit in einem anatomisch dafür nicht vorgesehenen Raum, der folglich auch keine Auskleidung mit Endothelzellen hat.

## Beschreibung und Pathogenese
Lymphzysten sind in den meisten Fällen Aussackungen, die von einem Lymphangion ausgehen und häufig als Folge von sekundären Lymphödemen auftreten. Sehr selten können innere Lymphzysten als angeborene Fehlbildung auftreten. Dabei sind dann Fehlbildungen der großen Lymphgefäße die Ursache für die Lymphzysten.
Durch die Blockade eines Lymphgefäßes baut sich in diesem durch die Pumpwirkung des Lymphangions ein Druck auf. Zudem reagieren die Lymphangione auf den Lymphstau mit einer verstärkten Kontraktion. Da das umliegende Gewebe und die Haut diesem Druck keinen Widerstand leisten können, kommt es zu Ausweitungen der Kapillargefäße und letztlich zu den Lymphzysten.
Die Lymphe der Lymphzysten ist wasserklar. Die Zysten haben einen Durchmesser von wenigen Millimetern. Frische oberflächliche Lymphzysten lassen sich leicht wegdrücken. Später geht dies nicht mehr, da sich die Bläschen zu einem Fibrom weiterentwickeln.
Subkutane Lymphzysten finden sich einzeln oder gruppiert meist in der Bauchhöhle oder im Becken und sind meist ein Zufallsbefund.

## Therapie
Oberflächliche kleinere, vor allem gestielte, Lymphzysten können mit einem Faden abgebunden werden. Ansonsten ist die operative Entfernung problemlos. Innere Lymphzysten müssen nur dann entfernt werden, wenn sie andere Organe oder Gefäße verengen. Der Eingriff wird meist laparoskopisch (minimalinvasiv) durchgeführt. In anderen Fällen sind innere Lymphzysten völlig harmlos und können im Körper belassen werden.